# Андроново (Косинский район)
Андроново — деревня в Косинском районе Пермского края. Входит в состав Левичанского сельского поселения. Располагается юго-восточнее районного центра, села Коса. Расстояние до районного центра составляет 21 км. По данным Всероссийской переписи населения 2010 года, в деревне не было постоянного населения.

## История
До Октябрьской революции населённый пункт Андроново входил в состав Косинской волости, а в 1927 году — в состав Левичевского сельсовета. По данным переписи населения 1926 года, в деревне насчитывалось 36 хозяйств, проживало 218 человек (95 мужчин и 123 женщины). Преобладающая национальность — коми-пермяки.
По данным на 1 июля 1963 года, в деревне проживало 116 человек. Населённый пункт входил в состав Левичанского сельсовета.